# Zdeněk Vítek
Zdeněk Vítek, född den 25 juli 1977, är en tjeckisk skidskytt som tävlat i världscupen sedan 1997.
Vítek har (tom dec 07) vunnit en världscuptävling i Hochfilzen 2000. Víteks främsta merit är bortsett från segern en bronsmedalj i sprint vid VM 2003. Vítek har även deltagit i tre olympiska spel och som bäst blivit 10 i sprint vid OS 2006.